# زارفانتسي (محافظة فينيتسا)
زارفانتسي (Зарванці) هي قرية في منطقة فينيتسا في محافظة فينيتسا في أوكرانيا. تقع على بعد 2 كم مدينة فينيتسا.
يبلغ عدد سكانها حوالي 3556 نسمة.